# Amazon Echo

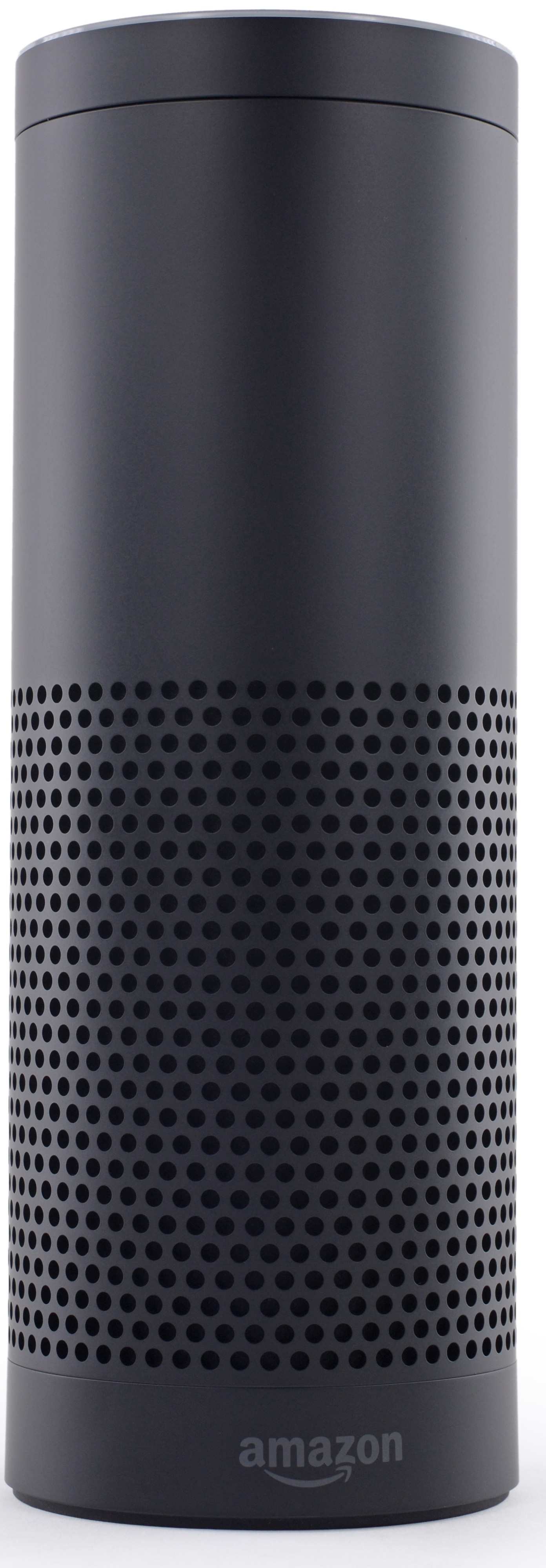
Amazon Echo, första generationen.

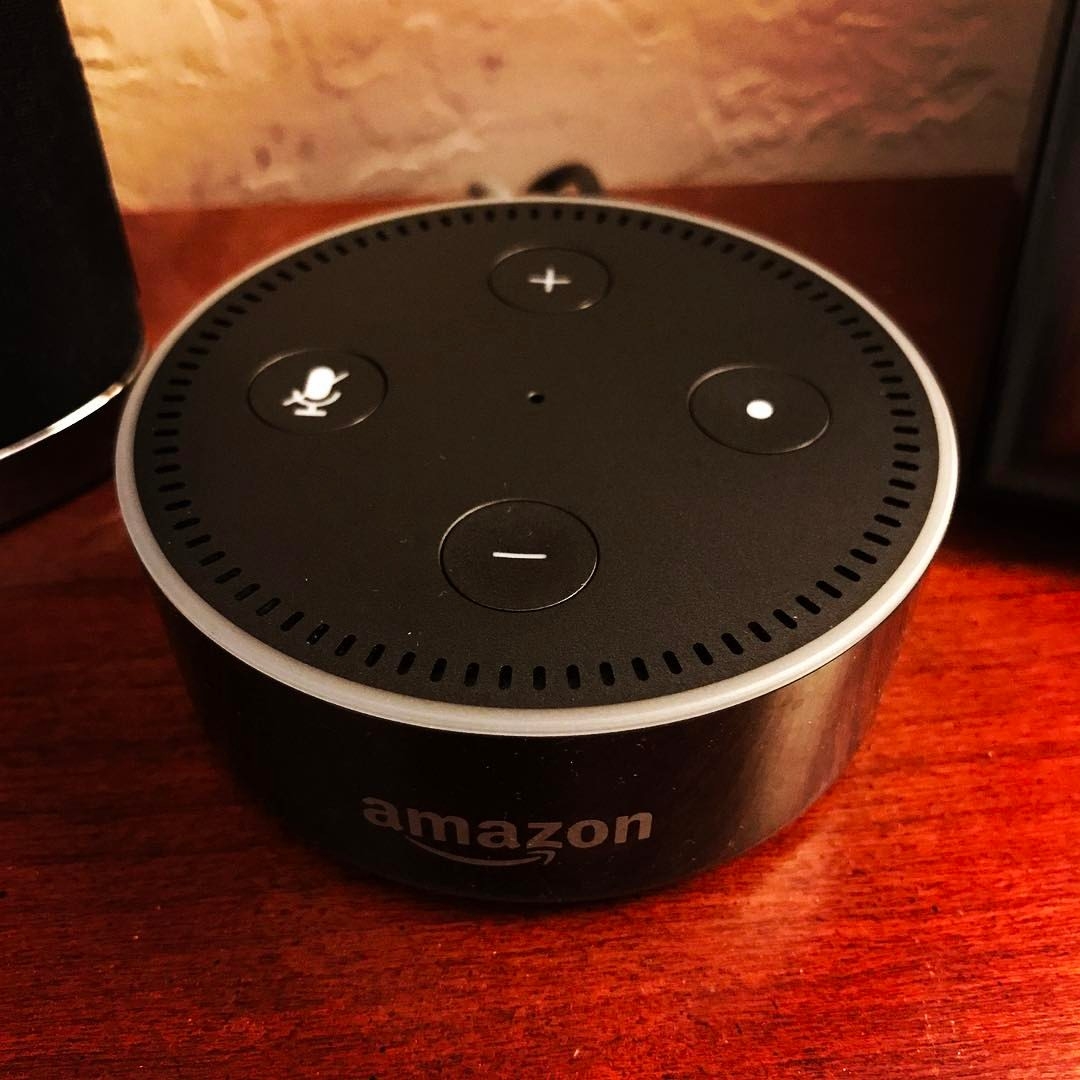
Amazon Echo Dot, andra generationen.

Amazon Echo (även kallad Echo) är ett märke av smarta högtalare som utvecklats av Amazon.com. Enheterna ansluter till den röststyrda digitala assistenten Alexa, som svarar på namnet "Alexa" när man ropar. Detta rop ord kan ändras av användaren till "Amazon", "Echo" eller "Computer". Enheten kan utföra röstinteraktion, musikuppspelning, göra uppgiftslistor, ställa alarm, strömma poddsändningar, spela ljudböcker och tillhandahålla väder, trafik och annan realtidsinformation. De kan även styra flera smarta enheter som fungerar som hub för hemautomation.

## Avlyssning
Våren 2019 avslöjades det att anställda på Amazon avlyssnade Echo-användares kommandon. Amazon lät anställda avlyssna runt 1000 ljudsekvenser per dag i syfte att öka röstjänsten Alexas förståelse för tal. Ljudklippen skickades ibland vidare i chattgrupper i syfte att underhålla kollegorna. Ljudklippen bestod bland annat av en kvinna som sjunger falskt i duschen, ett barn som ropar på hjälp men även allvarligare händelser som sexuella övergrepp. De anställda frågade ledningen på Amazon om de borde ingripa på något vis när de hörde sexuella övergrepp, men fick order att inte göra det.
Amazon svarade på kritiken med att ingen anställd skulle kunna identifiera den som talade och att Amazon Echo endast registrerade sånt som sagts efter att kodordet “Alexa” uttalats. Enligt personer som intervjuats av tidningen Bloomberg Businessweek så kan högtalaren börja spela in ändå och att även dessa bakgrundssamtal analyserats och kategoriserats. De hävdar även att de anställda ser kontonummer, kundens förnamn och apparatens serienummer till varje inspelning.